# Når dagen kommer
Når dagen kommer är ett musikalbum med Stein Ove Berg, utgivet som LP 1977 av skivbolaget Talent Produksjon A/S.

## Låtlista
Sida 1
1. "Hu som du har" (Stein Ove Berg) – 3:21
2. "Køntri-musikk" (Stein Ove Berg) – 2:27
3. "I dag begynte jeg å elske deg igjen" (Merle Haggard, norsk text: Stein Ove Berg) – 3:34
4. "When I Met Her" (Stein Ove Berg) – 3:31
5. "I mange år" (White, norsk text: Stein Ove Berg) – 4:26
6. "Glemme vår sang" (Reynolds-Williams, norsk text: Stein Ove Berg) – 3:02

Sida 2
1. "Helén" ("Lucille" av Hal Bynum/Roger Bowling, norsk text: Stein Ove Berg) – 3:53
2. "Gamleveien" (Finn Berg/Stein Ove Berg) – 3:54
3. "It's Over" (Johnny Sareussen/Stein Ove Berg) – 3:45
4. "Når dagen kommer" (Jim Croce, norsk text: Stein Ove Berg) – 2:13
5. "Måter å dø på" (Arve Torkelsen/Stein Ove Berg) – 2:10
6. "Så en mann" (Jonathan Cain, norsk text: Stein Ove Berg) – 3:55

## Medverkande
Musiker
- Stein Ove Berg – sång, gitarr, munspel, körsång
- Asbjørn Krogtoft – gitarr, körsång
- Arne Schulze – gitarr
- Pete Knutsen – gitar, arrangement
- Terje Methi – basgitarr
- Leif Frøiland – steelgitarr
- Henryk Lysiak – piano
- Finn Eriksen – trumpet
- Johan Bergli – saxofon
- Steinar Ofsdal, Arne Monn-Iversen, Kåre Fuglesang, Bernt Wiedswang, Sonja Wold, Noralf Glein, Kai Angel Næsteby, Kaare Sæther, Ernst Bruun Johansen – violin
- Arne Sletsjøe, Hans Brynjulfsson – viola
- Zbigniew Subocz, Tom Grimsrud – cello
- Thor Andreassen – trummor, percussion
- Ola Johansen, Arve Sigvaldsen – percussion
- Anita Skorgan, Anne-Karine Strøm, Fia Qvale – körsång

Produktion
- Ola Johansen – musikproducent, ljudtekniker, ljudmix
- Svein Engebretsen – ljudtekniker
- Asbjørn Krogtoft – ljudtekniker, ljudmix
- Arve Sigvaldsen – ljudmix
- Kay Borgeteien — foto